# Geoffrey Timms
Geoffrey Timms (1903 - 1982) est un mathématicien et cryptoanalyste britannique du XXe siècle. Pendant la Seconde Guerre mondiale, il est l'un des nombreux mathématiciens travaillant aux côtés d'Alan Turing à Bletchley Park pour briser le code Enigma,.

## Biographie
Il est né à Bradford le 16 février 1903, fils de Frederick Timms (1865-1947), directeur général d'une entreprise de cordage, et de Clara Louisa Barraclough (1867-1946). Ses deux parents sont originaires de Leeds.
Il étudie les mathématiques à l'Université de Leeds, obtenant une maîtrise en 1925, puis fait des études de troisième cycle à l'Université de Cambridge, obtenant son doctorat (PhD) en 1928. En 1929, il commence à donner des cours de mathématiques à l'Université de St Andrews.
En 1933, il est élu Fellow de la Royal Society of Edinburgh avec comme proposants des collègues médecins Herbert Westren Turnbull, Edward Thomas Copson, Alexander Craig Aitken et Sir Edmund Taylor Whittaker.
Génie mathématique reconnu, il est détaché pour travailler sur le craquage du code Enigma pendant la Seconde Guerre mondiale. Il quitte officiellement St Andrews en septembre 1945 pour continuer à travailler avec le ministère des Affaires étrangères et obtient un poste au GCHQ.
Il prend sa retraite en 1968. Il est décédé le 2 décembre 1982 à Auckland, en Nouvelle-Zélande.